# Periphoba arcaei
Periphoba arcaei is een vlinder uit de familie nachtpauwogen (Saturniidae). De wetenschappelijke naam van de soort is, als Phricodia arcaei, voor het eerst geldig gepubliceerd in 1886 door Herbert Druce.
De soort komt voor in Costa Rica. De volwassen motten verspreiden een erg sterke look- en muskusgeur wanneer ze worden aangeraakt. Ze houden zich dan ook doodstil. Zelfs een groep trekmieren Eciton burchellii op rooftocht blijft dan uit de buurt van zo een mot. De rupsen van de tweede instar zijn groen met witte en rode zijstrepen en opvallende stevige brandharen. Elke brandhaar is hol en gevuld met een vloeistof die rijk is aan acetylcholine en histamine, twee bekende neurotransmitters. Wanneer ze in de huid blijven steken en de tip afbreekt, wordt de vloeistof geïnjecteerd. De rupsen leven op diverse struiken en bomen in zowel droog tropisch woud als regenwoud.